# Capitellum
Capitellum – rodzaj jaszczurek z podrodziny Mabuyinae w rodzinie scynkowatych (Scincidae).

## Zasięg występowania
Rodzaj obejmuje gatunki występujące na Gwadelupie (Marie-Galante), Martynice i Wyspach Dziewiczych (Saint Croix). 

## Morfologia
Długość ciała 68–78 mm.

## Systematyka

### Etymologia
Capitellum (rodz. nijaki): łac. capitellum lub capitulum „główka”, zdrobnienie od caput, capitis „głowa”.

### Podział systematyczny
Do rodzaju należą następujące gatunki: 
- Capitellum mariagalantae
- Capitellum metallicum
- Capitellum parvicruzae